# مويشا بودونغ
مويشا بودونغ (بالإنجليزية: Moesha Buduong)‏، هي مُمثلة وعارضة أزياء غانية.

## روابط خارجية
مويشا بودونغ على موقع IMDb (الإنجليزية)